# 辟邪剣譜
辟邪剣譜（へきじゃけんぷ）は、金庸の武俠小説『秘曲 笑傲江湖』に出てくる架空の技、またそれを記した秘伝書。林平之一家に伝わる究極の奥義。これを駆使した剣法は辟邪剣法と呼ばれる。
林平之の義理の曽祖父･林遠図はこれを駆使して江湖に覇を唱えた。しかし、習得するためには秘伝書に書かれた「第一歩」である去勢（自宮）を絶対に実行しなければならない。実行すると当然子孫が絶えるが、林遠図は養子（林平之の祖父林仲雄）を迎えた。
「速さ」を主眼とする72式の剣法。林遠図は「第一歩」を後に残さなかったため、遠図以降のものは不完全な辟邪剣譜しか使えず凡庸な技となった。
後に、林家から「辟邪剣譜」を奪った岳不群と林平之が辟邪剣法を習得したが、去勢という魔道に堕ち、大切な家族を絶望に追い込んでいく。

## 由来
そもそもの創始者は「葵花宝典」を編み出した前王朝のある宦官。「葵花宝典」はいつしか福建少林寺にわたり、そこに記された難解な技を解明するために日夜研究を続けられていた。しかし、習得にはまず去勢（自宮）する事が条件であったため、難解な技の修得・解明には至らなかった。
ある時華山派の弟子である岳粛と蔡子峰が少林寺を訪れ、書物庫で偶然に「葵花宝典」を見つけ、それぞれが別々に盗み見た。少林寺は、二人が帰ってから書物庫の蔵書が盗み見されたことに気付き、事情を調べるために一人の僧、渡元を華山派に派遣した。
渡元が華山を訪れると、岳と蔡の二人が言い争いをしていた。岳は気功が重要だと語り、蔡は剣技が重要だと語っていた。どうやら「葵花宝典」の一部だけを見て、それを修得しようとしていたらしい。 二人は渡元に対して自分たちの疑問をぶつけ、渡元はそれに対して自分なりの解釈を説明した。納得した二人の弟子はそれぞれに「葵花宝典」を残した。
渡元は華山を降りたが少林寺には帰らなかった。すでに彼は「葵花宝典」の極意を悟っていたのである。 去勢した彼は修得した内容を「辟邪剣譜」として記し、還俗して「林遠図」と名乗り江湖に無敵の使い手として名を馳せることになる。 彼はその後「福威鏢局」を創業し大いに栄え、妻と養子（林平之の祖父林仲雄）を迎えた。この頃、若き日の余滄海の師匠が林遠図に挑むが敗れている。その後師匠の仇を討つために青城派では長く辟邪剣譜の研究が行われた。『笑傲江湖』物語序盤で起こった「福威鏢局」の悲劇は、すでにこの頃に端を発していたのである。
少林寺では派遣した渡元が戻らない状況に慌てていたが、林遠図の出現により全てを悟った。 「葵花宝典」の担当であった大師は自らの死の間際、邪悪な内容を後世に伝えまいとして「葵花宝典」を燃やしてしまう。
また、林遠図も仏門の弟子であったためか、自らの行いを悔いて子孫は辟邪剣譜を修得してはならないと言い残す。この後、林家は「辟邪剣譜」を狙う輩に度々襲われるが、誰も「辟邪剣譜」を身につけたものはなかった。林震南（林平之の父）の剣が平凡で命を落とすことになったのもこうした因縁からである。